# Unicorn (Noa Kirel-dal)
A Unicorn (magyarul: Unikornis) az izraeli Noa Kirel dala, mellyel Izraelt képviselte a 2023-as Eurovíziós Dalfesztiválon Liverpoolban. A dal belső kiválasztás során nyerte el a dalversenyen való indulás jogát.

## Eurovíziós Dalfesztivál
2022. augusztus 10-én a KAN bejelentette, hogy az énekesnő képviseli Izraelt az Eurovíziós Dalfesztiválon. A dalt a videoklippel együtt 2023. március 8-án mutatták be.
A dalt először a május 9-én megrendezett első elődöntőben fellépési sorrendben kilencedikként adta elő, a Svájcot képviselő Remo Forrer Watergun című dala után és a Moldovát képviselő Pasha Parfeni Soarele și luna című dala előtt. Az elődöntőből harmadik helyezettként sikeresen továbbjutott a május 13-i döntőbe, ahol fellépési sorrendben huszonharmadikként lépett fel, a Litvániát képviselő Monika Linkytė Stay című dala után és a Szlovéniát képviselő Joker Out Carpe Diem című dala előtt. A zsűri szavazáson a második helyen végzett 177 ponttal (Azerbajdzsántól, Franciaországtól, Lengyelországtól, Olaszországtól, Örményországtól és Romániától maximális pontot kapott), míg a nézői szavazáson az ötödik helyen végzett 185 ponttal (Azerbajdzsántól, Ciprustól, Örményországtól és a Világ többi részétől maximális pontot kapott), így összesítésben 362 ponttal a verseny harmadik helyezettje lett.
A következő izraeli induló Eden Golan Hurricane című dala volt a 2024-es Eurovíziós Dalfesztiválon.

### Kapott pontok
Első elődöntő
| Szavazat | Össz | Szavazó országok | Szavazó országok | Szavazó országok | Szavazó országok | Szavazó országok | Szavazó országok | Szavazó országok | Szavazó országok | Szavazó országok | Szavazó országok | Szavazó országok | Szavazó országok | Szavazó országok | Szavazó országok | Szavazó országok | Szavazó országok | Szavazó országok | Szavazó országok    | Szavazó országok |
| Szavazat | Össz | Norvégia         | Málta            | Szerbia          | Lettország       | Portugália       | Írország         | Horvátország     | Svájc            | Moldova          | Svédország       | Azerbajdzsán     | Csehország       | Hollandia        | Finnország       | Franciaország    | Németország      | Olaszország      | A Világ többi része |                  |
| -------- | ---- | ---------------- | ---------------- | ---------------- | ---------------- | ---------------- | ---------------- | ---------------- | ---------------- | ---------------- | ---------------- | ---------------- | ---------------- | ---------------- | ---------------- | ---------------- | ---------------- | ---------------- | ------------------- | ---------------- |
| Nézők    | 127  | 5                | 8                | 7                | 8                | 7                | 6                | 7                | 7                | 12               | 3                | 12               | 12               | 4                | 1                | 8                | 2                | 6                | 12                  |                  |

Döntő
| Zsűri | 177 | 1 | 12 | 5 | 2 | 7 |    | 7 |    | 12 |   | 12 |  | 10 |  |   | 8 | 4 | 12 | 12 | 4 |  | 10 | 7  | 3 | 1 |   | 8 |   | 5 | 7 |   |  | 8 | 6 | 10 | 4 |    |
| Nézők | 185 | 1 | 5  | 5 | 6 | 6 | 10 | 1 | 10 | 12 | 1 | 10 |  | 5  |  | 5 | 4 |   | 12 | 5  | 6 |  | 7  | 12 | 3 | 3 | 5 |   | 7 |   | 6 | 8 |  | 7 | 5 | 3  | 3 | 12 |

## Dalszöveg
| I’m gonna stand here like a unicorn Out here on my own I got the power of a unicorn Don’t you ever learn? That I won’t look back I won’t look down I’m going up You better turn around The power of a unicorn – A dal refrénje | Úgy fogok itt állni, mint egy egyszarvú Idekint egyedül Rendelkezem egy egyszarvú erejével Nem tanulsz ebből sosem? Hogy nem nézek vissza Nem nézek le Felfelé megyek Jobb, ha megfordulsz Egy egyszarvú ereje – A dal refrénje magyarul |

## Galéria

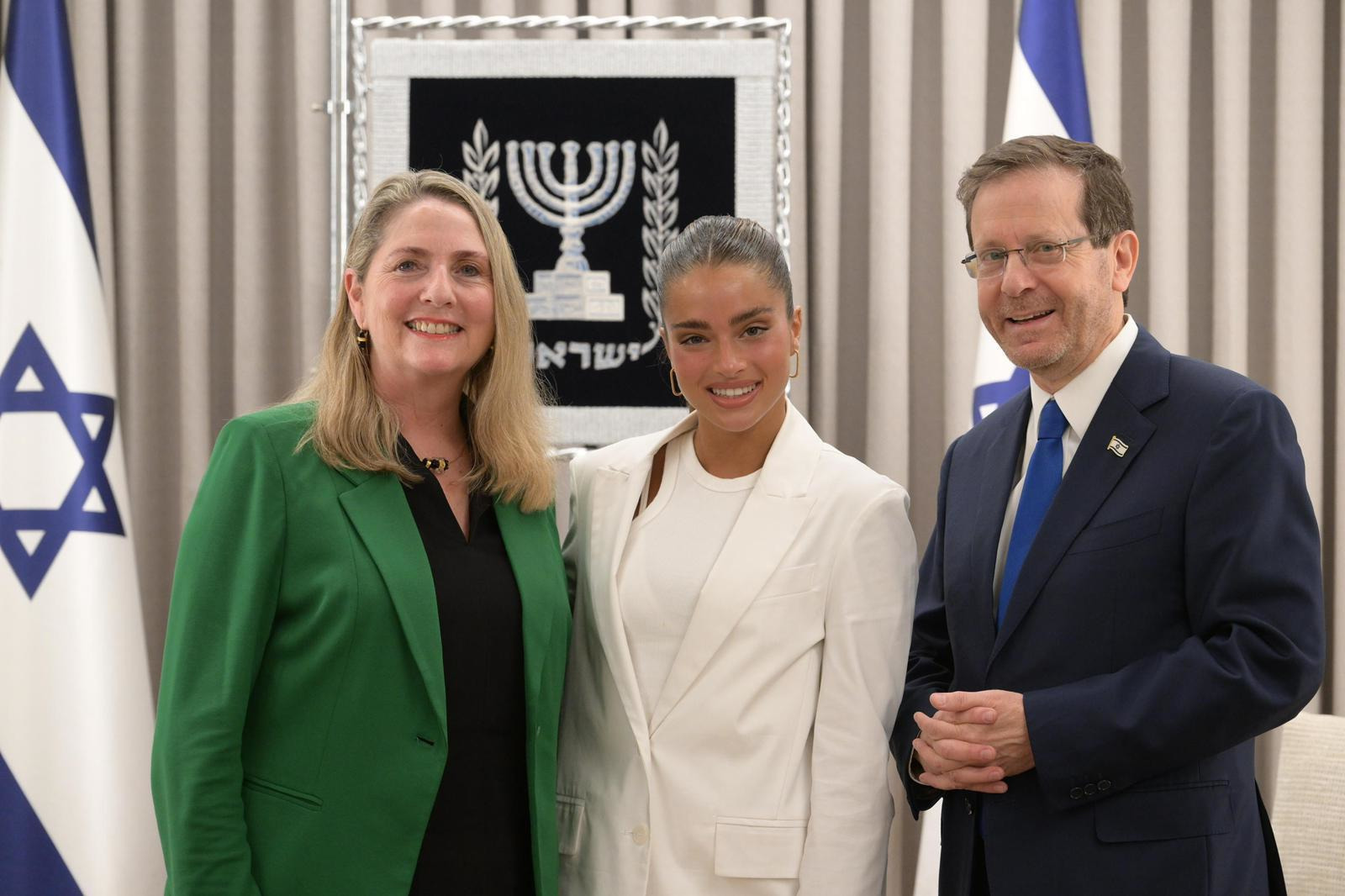
Jichák Hercog Izrael elnökével és feleségével
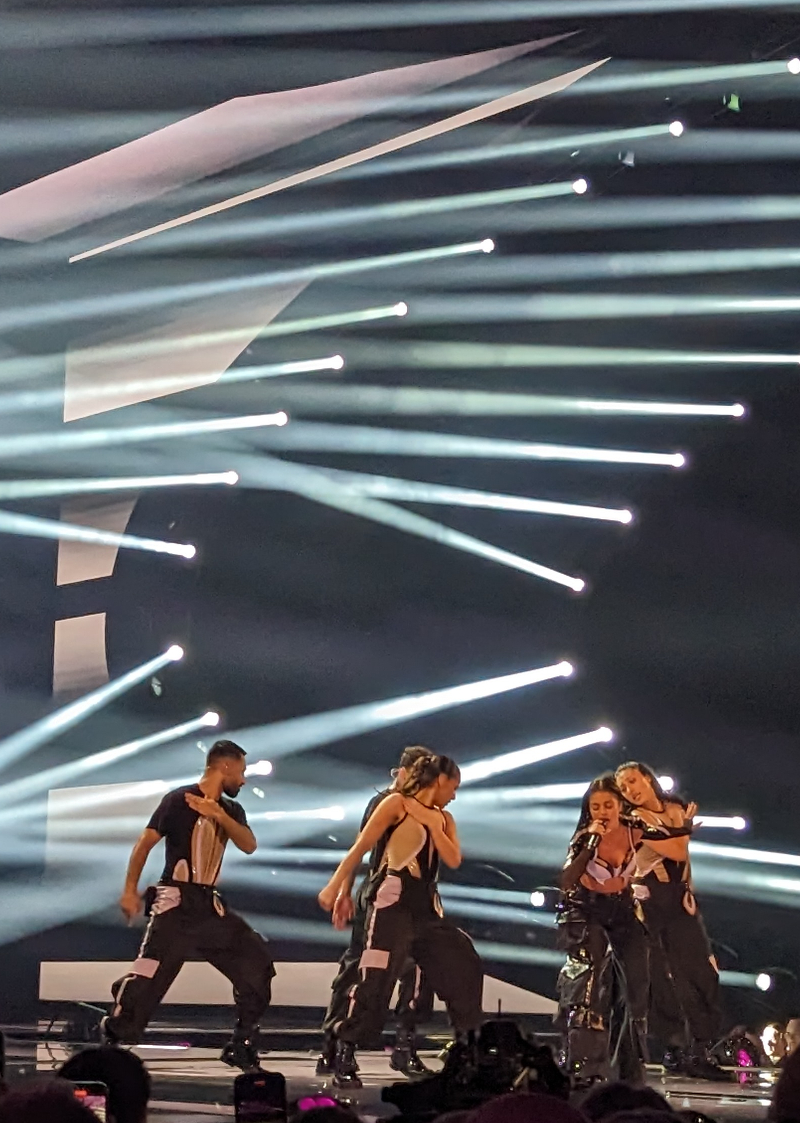
Az elődöntőben
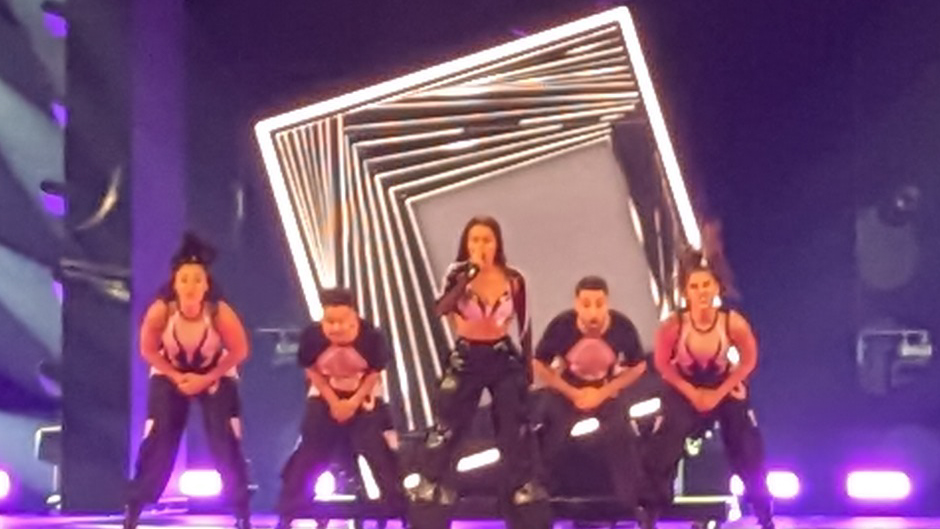
A döntőben